# Heiman Dullaart
Heyman Dullaert o Dullaart (Róterdam, 6 de febrero de 1636 - Róterdam, 6 de mayo de 1684) fue un pintor y poeta del Siglo de oro neerlandés.

## Biografía
Fue alumno de Rembrandt, aunque fue más conocido por su poesía que por su pintura. Se pueden ver sus pinturas, a menudo trampantojos,  en el Museo Kröller-Müller.
Como poeta, es recordado por sus sonetos Aan myne uitbrandende kaerse y Een korenwanner aan de winden, recientemente publicados en De Nederlandse poëzie van de 17e en 18e eeuw por Gerrit Komrij.

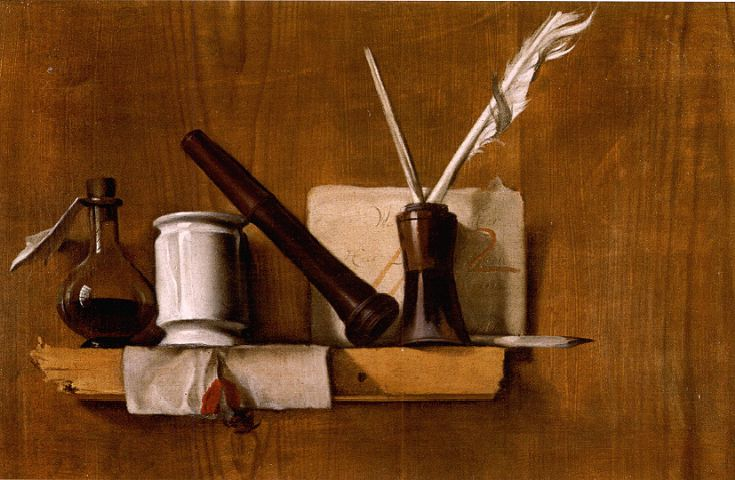
Trampantojo de Heyman Dullaert.